# Centre hospitalier du Centre-Bretagne
Le Centre hospitalier du Centre Bretagne (CHCB) est un centre hospitalier du Morbihan et des Côtes-d'Armor, né de la fusion du centre hospitalier de Pontivy et du Centre Hospitalier Intercommunal de Plémet-Loudéac le 1er janvier 2005.

## Description
Le CHCB est l'établissement hospitalier de référence pour le territoire de santé no 8 de la région Bretagne créé à titre dérogatoire en 1996 et qui couvre une population de 130 000 habitants.
Cet établissement situé à 1 heure de Vannes, Lorient, Saint-Brieuc et Rennes, a ouvert un nouveau site hospitalier en mai 2012 au sein du pôle de santé public-privé du Centre Bretagne situé à Kério sur la commune de Noyal-Pontivy.

### Quelques chiffres
Employant plus de 1500 personnes (dont 100 médecins), doté d’un budget de fonctionnement avoisinant 110 millions d’euros, le centre hospitalier du Centre Bretagne dispose de 992 lits et places regroupés en sept pôles médicaux et médico-techniques.
L’établissement compte 396 lits répartis entre les différentes activités de soins : médecine, pédiatrie, chirurgie, gynécologie-obstétrique. S’ajoutent aux lits d’hospitalisation, 55 places en hospitalisation de jour (toutes spécialités
confondues), et 13 postes de dialyse.
Il gère également un centre de rééducation de 70 lits à Plémet et plusieurs unités de soins de suite (70 lits) dont une unité spécialisé en pneumologie à Loudéac. Pour la population âgée du Centre-Bretagne, il dispose de deux Établissement d’Hébergement pour Personnes Âgées Dépendantes à Pontivy et Loudéac qui totalisent une capacité de 404 lits plus une Unité de Soins de Longue Durée de 30 lits et un Service de Soins Infirmiers à Domicile de 36 places.
En 2011, près de 22 627 patients y ont été hospitalisés, à temps complet ou partiel (soit 149 585 journées d'hospitalisation). On y a dénombré 1068 naissances, 27 722 passages aux urgences, 7 778 interventions chirurgicales et 75 098 consultations hors urgences, 6 719 séances de dialyse, 1 016 sorties du SMUR, 30 359 radiographies, 10 676 Scanner et 5 499 IRM.[réf. nécessaire]

## Histoire
Avant de devenir le Centre Hospitalier du Centre Bretagne, le CHCB a été 3 entités différentes : l'hôpital de Pontivy, l'hôpital de Loudéac et le Centre de Rééducation de Plémet. Leur histoire communes débute par la volonté de créer en 1994, un territoire de santé du Centre Bretagne, le territoire no 8.

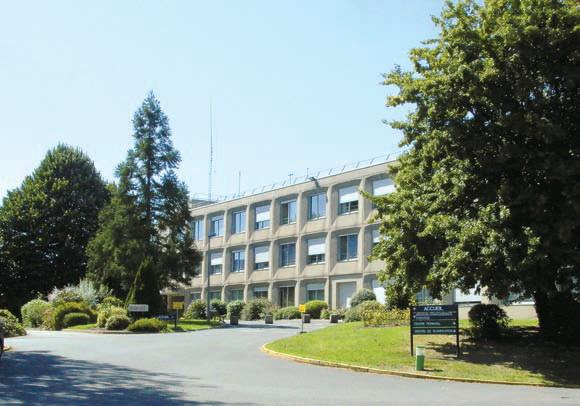
site de l'hôpital de Loudéac

- 1996 : Fusion du centre de rééducation de Plémet et du centre hospitalier de Loudéac qui forment le centre hospitalier intercommunal Plémet-Loudéac.
- 1998 : fin de la rénovation du Centre de Rééducation Fonctionnelle de Plémet.
- 2000 : la maternité de Loudéac est transférée à Pontivy.
- 2003 : en octobre, les autorités sanitaires recommandent le site de Kério pour le futur centre hospitalier.
- 2005 : le 1er janvier, les centres hospitaliers de Pontivy et de Plémet-Loudéac fusionnent pour devenir le centre hospitalier du Centre Bretagne. C'est le seul établissement de santé public à vocation générale du territoire de santé no 8.
- 2010 : en janvier, inauguration du logipôle par la ministre de la Santé, Roselyne Bachelot.
- 2012 : en juin, transfert des services de Médecine, Chirurgie et Obstétrique sur le nouveau site hospitalier à Kério.
- 2013 : ouverture d'un service de Soins de suite de 20 lits spécialisé en pneumologie sur le site de Loudéac

## Le nouveau site hospitalier

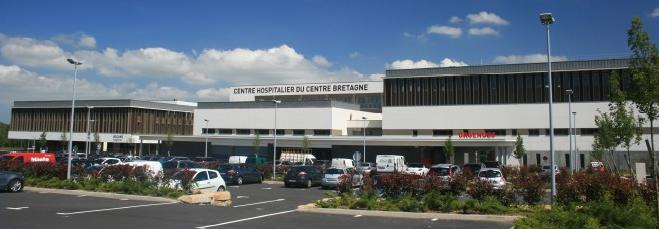
site du nouvel hôpital

Le nouveau site hospitalier représente une surface de 43 000 m2 au total. Il prévoît 400 lits et places, dont 80 % de chambres individuelles. Ce bâtiment, communiquant avec la polyclinique, forme avec elle le pôle de santé public privé du Centre-Bretagne de 500 lits.
Le nouvel établissement dont la construction a débuté en septembre 2008 mesure 160 mètres de long et 110 m de large, soit près de trois terrains de football. Il se développe sur six étages, dont trois rez-de-chaussée, car le terrain est en pente. Il est conçu avec des terrassements remodelés sur le site, une chaufferie au bois et une terrasse végétalisée. Côté végétation, cela représente 800 arbres d'ornements plantés, 6 000 arbustes, 5 000 graminées et 20 000 m2 de pelouse.
Le budget hors taxes de ce nouvel ensemble hospitalier est 70 millions d'euros. Cela représente un chantier de 8 ans dont trois années d'études. 3,5 millions d'euros ont été investis pour des équipements neufs.

### Le logipôle
Loudéac dispose depuis octobre 2009 du Logipôle. 70 agents y sont employés. Ce service assure la mission logistique du Centre Hospitalier du Centre Bretagne : la restauration (4 000 repas par jour et 1,1 million par an), la blanchisserie (5 tonnes par jour et 1,3 million de kg), le magasin central (stockage des produits et de la gestion des commandes de l'ensemble des services de l'hôpital, en dehors des médicaments et des dispositifs médicaux).

## Les Services
Le CHCB propose plusieurs spécialités médicales et chirurgicales, plusieurs structures d'hébergements pour personnes âgées et un Institut de Formation en Soins Infirmiers et Aides Soignants. Par ailleurs, grâce à l’apport d’un pôle de rééducation à Plémet, il assure le suivi de toutes les rééducations traumatologiques, respiratoires, neurologiques et rhumatologiques.

### Sur le site de Noyal-Pontivy
- Un service d’accueil et de traitement des urgences 7J/7 et 24h/24, doté d’un SMUR, d’une unité médico-psychologique[3] et d'une unité d’hospitalisation de courte durée
- Une unité de soins continus (projet de création d'une réanimation)
- En médecine : neurologie générale et unité neurovasculaire (UNV), cardiologie (projet création d'une Unité de soins intensifs de cardiologie), pneumologie, diabétologie et endocrinologie, néphrologie et hémodialyse, Maladies du foie et de l’appareil digestif (intégrant une unité de sevrage alcoolique), médecine polyvalente, Court séjour gériatrique et un Hôpital de jour dont le secteur d’oncologie.
- en chirurgie : viscérale, orthopédique et traumatologique, ORL, chirurgie carcinologique (digestif et ORL), stomatologie.
- en pédiatrie/gynécologie/obstétrique : une unité de pédiatrie, une maternité de niveau 2 A, gynécologie médicale et chirurgicale, chirurgie carcinologique mammaire, IVG, un centre de planification et d’éducation familiale (antennes sur les sites de Pontivy, Loudéac et Rostrenen)
- en psychiatrie : une unité de psychiatrie adulte[4] dépendant du Centre hospitalier de Plouguernével
- Un plateau technique composé d'un bloc opératoire doté de sept salles, pour des interventions en chirurgie générale ou spécialisée (viscérale, orthopédique et traumatologique, gynécologique, ORL) et cancérologique (mammaire, digestive et ORL), d'un bloc obstétrical, d'un laboratoire d’analyses, comprenant un service de prélèvements sanguins ouvert au public tous les jours, d'un service d’imagerie médicale avec radiologie conventionnelle, scanner et IRM, des explorations : endoscopies digestives et bronchiques, échographies, explorations fonctionnelles cœur poumons neurologie et d'un centre de médecine du sport.

### Sur le site de Loudéac
- un centre périnatal de proximité
- un Soins de suite polyvalents
- un Soins de suite spécialisés respiratoires
- un Établissement d’Hébergement de personnes âgées dépendantes (EHPAD) avec la résidence de la Rose des Sables et celle des Quatre Couleurs
- Service de soins infirmiers à domicile
- Consultations pour la Mémoire
- Accueil de jour Alzheimer et troubles apparentés

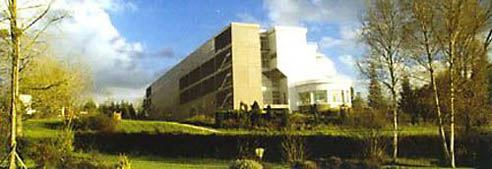
Centre de Rééducation Fonctionnelle de Plémet

### Sur le site de Plémet
Un centre de rééducation et de réadaptation assurant la prise en charge des Soins de suite spécialisés en « neurologie et locomoteur » en hospitalisation complète et de jour.

### Sur le site de Pontivy à Kervénoël
- Soins de suite spécialisés dans la prise en charge des personnes âgées polypathologiques dépendantes
- Établissement d’hébergement de personnes âgées dépendantes (EHPAD)

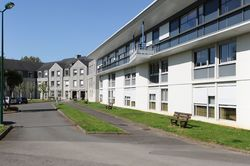
Résidence Kervénoel de Pontivy

- Unité de soins de longue durée
- Consultations pour la Mémoire

## Consultations
Par ailleurs, le CHCB a développé un plateau de consultations médico-chirurgicales et explorations fonctionnelles. Il permet de proposer de nombreux domaines de consultations médicales et paramédicales :
- Médecine : Cardiologie, Maladies du foie et de l’appareil digestif, Neurologie, Oncologie, Pédiatrie, Pneumologie, Infectiologie, Néphrologie, Diabétologie-Endocrinologie, Hématologie, Dermatologie, Rhumatologie
- Chirurgie : Digestive, Viscérale, Vasculaire, Gynécologique et du sein, ORL, Stomatologie, Orthopédie, Traumatologie, Urologique, Carcinologie (chirurgie du cancer)
- Obstétrique : suivi avant, pendant et après les grossesses
- Consultations pour la prise en charge de la douleur, pour des conseils aux voyageurs et sur les IST, pour des consultations mémoires, pour le suivi des plaies chroniques, en nutrition, en soins palliatifs, pour le sevrage tabagique, pour les problèmes de sommeil.

## Équipements
Il dispose de plusieurs équipements d'imagerie de pointe : scanners, IRM, mammographes, échographe.

## Coopérations
Le CHCB est engagé dans une dynamique de coopérations et de réseaux de santé :
- Coopération avec le Centre hospitalier de Plouguernével pour la psychiatrie (enfant et adulte) et l'addictologie
- Coopération avec l'AUB (association des urémiques de Bretagne) pour la dialyse
- Coopération avec l'HAD du Centre-Bretagne pour l'Hospitalisation à domicile
- Coopération avec l’hôpital local de Guémené-sur-Scorff
- Réseau palliatif du Centre-Bretagne
- Réseaux périnataux (Adepafin pour les Côtes d'Armor et Périnat56 pour le Morbihan)
- Réseau de cancérologie (Oncovannes, Oncarmor, Oncorient)
- Centres locaux d'informations et de coordination de Pontivy, Loudéac et Rostrenen (guichet unique pour les personnes âgées)